# Juan Bautista Ferreres Boluda

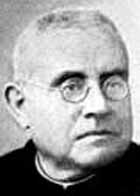
Juan Bautista Ferreres Boluda

João Batista Ferreres Boluda, Juan Bautista Ferreres Boluda (nascido em 28 de novembro de 1861 em Ollería, falecido em 29 de dezembro de 1936 em San Miguel de los Reyes perto de Valência) - foi beato da Igreja Católica, mártir da Guerra Civil Espanhola, vítima de perseguição anticatólica, teólogo, padre espanhol, padre da ordem jesuíta.

## Vida
Ele entrou no seminário em 1877. Depois de receber o sacramento da ordem em 1888, tornou-se membro da Companhia de Jesus. Ele se formou na universidade em filosofia. Depois de completar os estudos, a partir de 1899 lecionou teologia moral e direito canônico em Torosa e no Colégio Máximo de Sarriá em Barcelona. Em termos de atividade literária, o seu "Compendium theologiae moralis", em dois volumes, muitas vezes reeditado, é importante para a formação dos sacerdotes de língua espanhola. A partir de 1918, em Roma, cooperou com o Cardeal Pietro Gasparri. Após retornar à sua terra natal (1924), exerceu atividades jurídicas até que o governo republicano introduziu um decreto sobre a liquidação da Ordem dos Jesuítas em 1932. Forçado a viver numa casa privada foi um dos 660 monges que permaneceram nas áreas controladas pelos republicanos. Dos cento e dezesseis jesuítas assassinados em 1936-1937, João Batista Ferreres Boluda é um dos onze mártires beatificados que, apesar do terror crescente, permaneceram no país. Após a eclosão da guerra civil, durante a escalada da perseguição aos católicos, foi detido no verão pela milícia da Frente Popular e encarcerado perto de Valência, em San Miguel de los Reyes. Ele foi condenado à morte e foi feita uma tentativa de executá-lo em 21 de dezembro. As dificuldades da vida na prisão e da doença impossibilitaram o transporte do condenado até o local da execução. Quando, passados oito dias, os revolucionários chegaram à cela, preparados para transportar o preso deitado, junto com um colchão, encontraram o corpo de João Batista Ferreres Boluda, falecido de exaustão.
Foi considerado pela Igreja Católica Romana vítima de ódio à fé ( latim: odium fidei ), embora não tenha sido morto diretamente pelos perseguidores, e morreu em consequência de um tratamento brutal, permanecendo fiel à sua vocação, Cristo e a Igreja.
A investigação das circunstâncias da morte e dos materiais começou a ser recolhida em 1950. O processo de informação começou em 8 de julho de 1952 em Valência e durou até 1956. Foi beatificado num grupo de mártires da Ordem dos Jesuítas, província de Aragão, assassinado durante a perseguição religiosa de 1936-1939, juntamente com Joseph Aparicio Sanz e 232 companheiros, o primeiro a ser ressuscitado aos altares da Igreja Católica no terceiro milênio pelo Papa João Paulo II. A cerimônia de beatificação ocorreu na Praça de São Pedro, no Vaticano, em 11 de março de 2001.
O local de culto é a Arquidiocese de Valência. As relíquias repousam na Residência Sagrado Corazón (Valência).
A comemoração litúrgica é celebrada pelos católicos no aniversário diário de sua morte (29 de dezembro) e no grupo de Joseph Aparicio Sanz e 232 companheiros (22 de setembro).

## Publicações durante a vida do autor
1. „El Impedimento de clandestinidad.”; Madryt, wyd. Sucesores de Rivadeneyra, 1903.
2. „Lo que debe hacerse y lo que hay que evitar en la celebración de las misas manuales: comentario canónico-moral sobre el decreto "Ut debita".”; Madryt, wyd. Establecimiento tip. Sucesores de Rivadeneyra, 1905.
3. „La Enseñanza del catecismo prescrita por Pío X: comentario canónico-moral sobre la encíclica "Acerbo nimis".”; Madryt, wyd. Imp. de Gabriel López del Horno, 1905.
4. „Comentarios canónico-morales sobre religiosas según la disciplina vigente.”; Madryt, wyd. Imp. de Gabriel López del Horno, 1905
5. „Las cofradias y congregaciones ecclesiásticas según la disciplina vigente. Tratado canónico con numerosas anotaciones sobre las terceras órdenes seculares.”; Barcelona, wyd. G. Gili, 1907.
6. „Tesoro del sacerdote: ó Repertorio de las principales cosas que ha de saber y practicar el sacerdote para santificarse á si mismo y santificar á los demás y á proposito para servir de texto de liturgia, oratoria y teología pastoral.”; Barcelona, wyd. Eugenio Subirana, 1907.
7. „Comentario canónico sobre el decreto "Recenti" complementario del decreto "Ut debita" sobre misas manuales.”; Madryt, wyd. Establecimiento Tip. "Sucesores de Rivadeneyra", 1907.
8. „Los esponsales y el matrimonio según la novisima disciplina: comentario canónico-moral sobre el decreto ne temere”; Madryt, wyd. Razón y Fe, 1908.
9. „Las religiosas según la disciplina vigente; sus confesores, cuenta de conciencia, clausura, votos [y] elección de superioras.”; Madryt, wyd. Razón y Fe, 1908.
10. „María por España y España por María: panegíricos y artículos.”; Barcelona, wyd. Librería y tipografía Católica, 1910.
11. „Las campanas: Su historia, su bendición, su uso litúrgico, dominio de propiedad sobre ellas, influencia de su toque durante las tempestades: Tratado histórico, litúrgico, jurídico y científico.”; Madryt, wyd. Razón y Fe, 1910.
12. „La comunión frecuente y diaria y la primera comunión según las enseñanzas y prescripciones de Pio X: comentarios canónico-morales sobre los decretos "Sacra Tridentina Synodus" y "Quam singulari".”; Barcelona, wyd. Gustavo Gili, 1911.
13. „La muerte real y la muerte aparente: con relación á los santos sacramentos; estudio fisiológico-teológico.”; Madryt, wyd. Razon y Fe, 1911.
14. „La Curia romana según la novisima disciplina decretada por Pio X.”; Madryt, wyd. Razón y Fe, 1911.
15. „De Vasectomia duplici: necnon de matrimonio mulieris excisae: Cum appendice de casu quodam clinico.”; wyd. Razón y Fe, 1913.
16. „El breviario y las nuevas rúbricas, según la novísima reforma decretada por Pio X.”; Madryt, wyd. Razón y Fé, 1914.
17. „La Nueva bula de cruzada y sus extraordinarios privilegios según la concesión de Benedicto XV: comentario canónico-moral e histórico sobre el breve "Ut praesens".”; Madryt, wyd. Razón y Fe, 1915.
18. „Instituciones canónicas: con arreglo al novísimo código de Pío X: promulgado por Benedicto XV y a las prescripciones de la disciplina española.”; Barcelona, wyd. E. Subirana, 1917.
19. „Derecho sacramental y penal especial: con arreglo al novísmo código de Pío X promulgado por Benedicto a las ... prescripciónes de la disciplina española y de la América Latina.”; Barcelona, wyd. E. Subirana, 1918.
20. „La justicia, el derecho y los contratos conforme a los principios de la moral católica y a los códigos civiles de España, Portugal y de las diversas naciones de la América latina.”; Barcelona, wyd. E. Subirana, 1920.
21. „Compendio de teología moral según la norma del novísimo código canónico, acomodado a las disposiciones del derecho español y portugués, los decretos del Concilio plenario de la América latina y del Concilio provicial de Manila, y aun a las peculiares leyes civiles de aquellas regiones.”; Barcelona, wyd. E. Subirana, 1920.
22. „Derecho sacramental y penal especial: con arreglo al novísimo Código de Pío X, promulgado por Benedicto XV, a las declaraciones subsiguientes de la Santa Sede y a las prescripciones de la disciplina española y de la América Latina.”; Barcelona, wyd. E. Subirana, 1920, 1923 i 1932.
23. „Instituciones canónicas: con arreglo al novísimo Código de Pío X: promulgado por Benedicto XV y a las prescripciones de la disciplina española y de la América Latina.”; Barcelona, wyd. E. Subirana, 1920, 1926 i 1934.
24. „La justicia: el derecho y los contratos: conforme a los principios de la moral católica y a los códigos civiles de España, Portugal y de diversas naciones de la América Latina.”; Barcelona, wyd. Eugenio Subirana, 1920.
25. „Los Esponsales y el matrimonio.”; Madryt, wyd. Razon y Fe, 1927.
26. „Historia del misal romano: su origen (sacramentarios, antifonarios, epistolarios, etc.), el misal plenario, el misal de curia, su variadísmo desarrollo en la edad media, su unidad desde San Pío V, su brillante coronación con la fiesta de Cristo Rey, sacado todo de las más ricos archivos y públicas bibliotecas de las provincias eclesiásticas de Tarragona y Valencia.”; Barcelona ,wyd. E. Subirana, 1929.
27. „Panegíricos y sermones compuestos y predicados”; Barcelona, wyd. Eugenio Subirana, 1931.